# ERRFI1
ERRFI1 (англ. ERBB receptor feedback inhibitor 1) – білок, який кодується однойменним геном, розташованим у людей на короткому плечі 1-ї хромосоми.  Довжина поліпептидного ланцюга білка становить 462 амінокислот, а молекулярна маса — 50 560.
| 10         |  | 20         |  | 30         |  | 40         |  | 50         |
| ---------- |  | ---------- |  | ---------- |  | ---------- |  | ---------- |
| MSIAGVAAQE |  | IRVPLKTGFL |  | HNGRAMGNMR |  | KTYWSSRSEF |  | KNNFLNIDPI |
| TMAYSLNSSA |  | QERLIPLGHA |  | SKSAPMNGHC |  | FAENGPSQKS |  | SLPPLLIPPS |
| ENLGPHEEDQ |  | VVCGFKKLTV |  | NGVCASTPPL |  | TPIKNSPSLF |  | PCAPLCERGS |
| RPLPPLPISE |  | ALSLDDTDCE |  | VEFLTSSDTD |  | FLLEDSTLSD |  | FKYDVPGRRS |
| FRGCGQINYA |  | YFDTPAVSAA |  | DLSYVSDQNG |  | GVPDPNPPPP |  | QTHRRLRRSH |
| SGPAGSFNKP |  | AIRISNCCIH |  | RASPNSDEDK |  | PEVPPRVPIP |  | PRPVKPDYRR |
| WSAEVTSSTY |  | SDEDRPPKVP |  | PREPLSPSNS |  | RTPSPKSLPS |  | YLNGVMPPTQ |
| SFAPDPKYVS |  | SKALQRQNSE |  | GSASKVPCIL |  | PIIENGKKVS |  | STHYYLLPER |
| PPYLDKYEKF |  | FREAEETNGG |  | AQIQPLPADC |  | GISSATEKPD |  | SKTKMDLGGH |
| VKRKHLSYVV |  | SP         |  |            |  |            |  |            |

A: Аланін

C: Цистеїн

D: Аспарагінова кислота

E: Глутамінова кислота

F: Фенілаланін

G: Гліцин

H: Гістидин

I: Ізолейцин

K: Лізин

L: Лейцин

M: Метіонін

N: Аспарагін

P: Пролін

Q: Глутамін

R: Аргінін

S: Серин

T: Треонін

V: Валін

W: Триптофан

Кодований геном білок за функцією належить до фосфопротеїнів. 
Задіяний у таких біологічних процесах як поліморфізм, ацетиляція. 
Локалізований у клітинній мембрані, цитоплазмі, ядрі, мембрані.